# آندره لانگه
آندره لانگه (به آلمانی: André Lange) ورزشکار مرد رشتهٔ بابسلد اهل کشور آلمان است. وی در بین سال‌های ‎۲۰۰۲ تا ۲۰۱۰ میلادی در مسابقات بازی‌های المپیک زمستانی در مجموع ۵ مدال، شامل ۴ مدال طلا و ۱ نقره را کسب کرد.